# Melamphaes hubbsi
Melamphaes hubbsi är en fiskart som beskrevs av Ebeling 1962. Melamphaes hubbsi ingår i släktet Melamphaes och familjen Melamphaidae. Inga underarter finns listade i Catalogue of Life.